# Атлетико Насьональ
«Атле́тико Насьона́ль» (исп. Club Atlético Nacional S.A.) — колумбийский футбольный клуб из города Медельин. Один из традиционно сильнейших и самых титулованных клубов Колумбии. «Атлетико Насьональ» стал первым колумбийским клубом, которому удалось выиграть Кубок Либертадорес (в 1989 году) и единственным колумбийским клубом, которому удалось завоевать этот трофей дважды. «Атлетико Насьональ» является самым успешным колумбийским клубом на международной арене, также в его коллекции имеются две победы в Кубке Мерконорте (в 1998 и 2000 годах).

## История
Команда была основана 7 марта 1947 года под названием «Club Atlético Municipal de Medellín» (Муниципальный Атлетический клуб Медельина) и сразу же стал участником Высшего Дивизиона Колумбии, который тогда являлся сильнейшей футбольной Лигой мира (см. статью Эльдорадо (футбол)). В 1950 году название команды изменилось на современное, что подчёркивало высокий статус клуба общенационального значения (в переводе означает «Национальный Атлетический Клуб»). Первый титул чемпионов Колумбии «Атлетико Насьональ» завоевал в 1954 году, когда эпоха «Эль Дорадо» уже заканчивалась.
В 1989 году «атлеты», наконец, выиграли для Колумбии Кубок Либертадорес — в финал уже выходили клубы из Кали — «Депортиво» и «Америка», причём последняя умудрилась проиграть в трёх финалах подряд (1985—1987). Особенно важен тот факт, что в 1989 году в составе «Атлетико» не было ни одного иностранного футболиста. В финале «Атлетико» встречался с грандом парагвайского футбола — «Олимпией». Первый матч финала состоялся в Асунсьоне 24 мая и победу в нём праздновали хозяева поля — 2:0. Ответный матч состоялся в столице Колумбии — Боготе, так как домашняя арена «Атлетико Насьоналя», Атанасио Хирардот, вмещала менее 50 тысяч зрителей, что не удовлетворяло требованиям КОНМЕБОЛ. «Атлеты» выиграли этот матч также со счётом 2:0 и исход противостояния решился в серии послематчевых пенальти. И здесь удача была на стороне колумбийцев — 5:4 в их пользу. Решающий пенальти отбил знаменитый вратарь Рене Игита. Он также сыграл за свой клуб и в финале Кубка Либертадорес 1995 года. В конце 1989 года «Атлетико Насьональ» сразился в матче за Межконтинентальный кубок с итальянским «Миланом», но уступил европейцам с минимальным счётом 0:1.
В 1990 году «Атлетико Насьональ» выиграл менее престижный трофей — Межамериканский кубок, который разыгрывался между победителями Кубка Либертадорес и Лиги чемпионов КОНКАКАФ. В 1997 году «бело-зелёные» повторили это достижение. Победитель Кубка Либертадорес 1995 года «Гремио» отказался играть за этот трофей с коста-риканской «Саприссой», и от Южной Америки принял участие финалист Кубка Либертадорес «Атлетико Насьональ». Розыгрыш состоялся в 1997 году и «Атлеты» выиграли турнир во второй раз.
В 1998 и 2000 годах «Атлетико Насьональ» выиграл Кубок Мерконорте и навсегда остался единственным двукратным обладателем этого титула. С 2002 года Кубок Мерконорте объединился с Кубком Меркосул во второй по значимости турнир Южной Америки — Южноамериканский кубок.
В середине 2010-х годов «Атлетико Насьональ» вновь стал одним из сильнейших клубов на своём континенте. В 2014 году команда спустя 12 лет во второй раз дошла до финала Южноамериканского кубка, где уступила аргентинскому «Ривер Плейту», через полгода завоевавшему Кубок Либертадорес. А спустя год уже колумбийцы сменили «Ривер» в статусе сильнейшего клуба континента. В розыгрыше Кубка Либертадорес 2016 «Атлетико Насьональ» стал абсолютно лучшей командой. По итогам группового этапа команда набрала 16 очков и заняла первое место в сводной таблице. В финале турнира «вердолагас» обыграли эквадорский «Индепендьенте дель Валье» с общим счётом 2:1 (1:1 на выезде и 1:0 дома). Победный мяч в домашнем поединке записал на свой счёт Мигель Анхель Борха, перешедший в команду только перед началом полуфинальных игр. Для него это был пятый гол в четырёх проведённых за «атлетов» матчах. В том же году «атлеты» в третий раз дошли до финала Южноамериканского кубка, но решающие игры сорвались из-за авиакатастрофы, в результате которой погибла почти вся команда «Шапекоэнсе» — другой финалист турнира. «Атлетико Насьональ» предложил КОНМЕБОЛ присудить победу в этом турнире бразильскому клубу. Международная федерация футбольной истории и статистики признала «Атлетико Насьональ» сильнейшим клубом мира по итогам 2016 года.
На протяжении всей истории команды, особенно начиная с 1960-х годов, неоднократно возникали скандалы с возможными связями «Атлетико» с наркокартелями Медельина. В 1979, 1981, 1982 годах Правительство США официально обвиняло руководство «Атлетико Насьоналя» в получении десятков миллионов долларов США от наркобаронов. В 1989 и 1990 годах возникали судейские скандалы во время участия «Атлетико» в международных турнирах. Так, перед матчем Кубка Либертадорес 1990 года с бразильским «Васко да Гама» уругвайский арбитр Хуан Даниэль Карделино получил письмо с угрозами. В результате «Атлетико Насьональ» был отстранён от участия во всех международных турнирах до 1992 года.
В официальном рейтинге КОНМЕБОЛ «Атлетико Насьональ» занимает первое место среди клубов Колумбии с 2707 очками.

## Достижения
- Чемпион Колумбии (17): 1954, 1973, 1976, 1981, 1991, 1994, 1999, 2005-I[8], 2007-I, 2007-II, 2011-I, 2013-I, 2013-II, 2014-I, 2015-II, 2017-I, 2022-I (рекорд турнира)
- Вице-чемпион Колумбии (12): 1955, 1965, 1971, 1974, 1988, 1990, 1992, 2002-I, 2004-I, 2004-II, 2018-I, 2023-I
- Обладатель Кубка Колумбии (5): 2012, 2013, 2016, 2018, 2021 (рекорд турнира)
- Победитель Суперлиги Колумбии (2): 2012, 2016
- Обладатель Кубка Либертадорес (2): 1989, 2016
- Финалист Кубка Либертадорес (1): 1995
- Обладатель Кубка Мерконорте (2): 1998, 2000
- Обладатель Межамериканского кубка (2): 1989, 1995
- Финалист Южноамериканского кубка (3): 2002, 2014, 2016

## Текущий состав
| 1  | Флаг Колумбии  | Вр  | Альдаир Кинтана         | 1994 |  |  |  |  |
| 23 | Флаг Колумбии  | Вр  | Кевин Мьер              | 2000 |  |  |  |  |
| 25 | Флаг Колумбии  | Вр  | Луис Маркинес           | 2003 |  |  |  |  |
|    |                |     |                         |      |  |  |  |  |
| 3  | Флаг Колумбии  | Защ | Фелипе Агилар ¹         | 1993 |  |  |  |  |
| 4  | Флаг Колумбии  | Защ | Хесус Сабала            | 2001 |  |  |  |  |
| 6  | Флаг Колумбии  | Защ | Альваро Ангуло          | 1997 |  |  |  |  |
| 18 | Флаг Аргентины | Защ | Эмануэль Оливера        | 1990 |  |  |  |  |
| 19 | Флаг Колумбии  | Защ | Йерсон Кандело          | 1992 |  |  |  |  |
| 20 | Флаг Колумбии  | Защ | Дановис Бангеро         | 1989 |  |  |  |  |
| 22 | Флаг Колумбии  | Защ | Хуан Давид Кабаль       | 2001 |  |  |  |  |
| 28 | Флаг Колумбии  | Защ | Айен Паласиос           | 1999 |  |  |  |  |
| 36 | Флаг Колумбии  | Защ | Хуан Хосе Ариас         | 2004 |  |  |  |  |
| 42 | Флаг Колумбии  | Защ | Кристиан Кастро Девениш | 2001 |  |  |  |  |
|    |                |     |                         |      |  |  |  |  |
| 5  | Флаг Колумбии  | ПЗ  | Джон Дуке               | 1994 |  |  |  |  |
| 7  | Флаг Колумбии  | ПЗ  | Джарлан Баррера         | 1995 |  |  |  |  |
| 10 | Флаг Колумбии  | ПЗ  | Андрес Андраде          | 1989 |  |  |  |  |
| 13 | Флаг Колумбии  | ПЗ  | Александр Мехия ²       | 1996 |  |  |  |  |

| 14 | Флаг Колумбии | ПЗ  | Бальдомеро Перласа | 1992 |  |  |  |  |
| 15 | Флаг Колумбии | ПЗ  | Нельсон Паласио    | 2001 |  |  |  |  |
| 16 | Флаг Колумбии | ПЗ  | Даниэль Мантилья   | 1996 |  |  |  |  |
| 17 | Флаг Колумбии | ПЗ  | Ейсон Гусман       | 1998 |  |  |  |  |
| 24 | Флаг Колумбии | ПЗ  | Агустин Кано       | 2001 |  |  |  |  |
| 26 | Флаг Колумбии | ПЗ  | Джимер Фори        | 2002 |  |  |  |  |
| 27 | Флаг Колумбии | ПЗ  | Себастьян Гомес ³  | 1996 |  |  |  |  |
| 30 | Флаг Колумбии | ПЗ  | Джон Солис         | 2004 |  |  |  |  |
| 34 | Флаг Колумбии | ПЗ  | Кевин Парра        | 2003 |  |  |  |  |
| 70 | Флаг Колумбии | ПЗ  | Джованни Морено    | 1986 |  |  |  |  |
|    |               |     |                    |      |  |  |  |  |
| 8  | Флаг Колумбии | Нап | Дорлан Пабон       | 1988 |  |  |  |  |
| 9  | Флаг Колумбии | Нап | Джефферсон Дуке    | 1987 |  |  |  |  |
| 21 | Флаг Колумбии | Нап | Томас Анхель       | 2003 |  |  |  |  |
| 29 | Флаг Колумбии | Нап | Руйери Бланко      | 1998 |  |  |  |  |
| 31 | Флаг Колумбии | Нап | Браиан Паласиос    | 2002 |  |  |  |  |
| 37 | Флаг Колумбии | Нап | Хайдер Асприлья    | 2003 |  |  |  |  |

- Главный тренер —  Эрнан Дарио Эррера (1957)

## Главные соперники
- «Clásico del Futbol Colombiano» (Класико колумбийского футбола) — против столичного «Мильонариос».
- «Clásico de la Montaña» — Класико против другой команды из Медельина, «Индепендьенте».
- «Nuevo Clásico» — новое Класико, против «Онсе Кальдас». «Атлеты» были до недавнего времени единственной колумбийской командой, выигрывавшей Кубок Либертадорес. Победа «Онсе Кальдас» обострила отношения между командами.

## Примечательные факты
- Одно из прозвищ «Атлетико Насьоналя» — El Verdolaga — сходно с прозвищем аргентинского железнодорожного клуба «Феррокариль Оэсте». Переводится оно как «Зеленейшие», и связано это с зелёным цветом формы. Также «Атлетико» имеет прозвище «Rey de copas» (Король Кубков), что роднит команду с аргентинским «Индепендьенте» — рекордсменом Южной Америки по количеству выигранных Кубков Либертадорес. «Атлетико» же является неоспоримо самой успешной колумбийской командой на международной арене, за что и носит такое прозвище.